# 巴林杰环形山
巴林杰环形山（Barringer）是位于月球背面南半部一座古老的大撞击坑，约形成于39.2-38.5亿年前的酒海纪，其名称取自美国地质学家丹尼尔·莫罗·巴林杰（1860年－1929年），1970年被国际天文学联合会批准接受。

## 描述

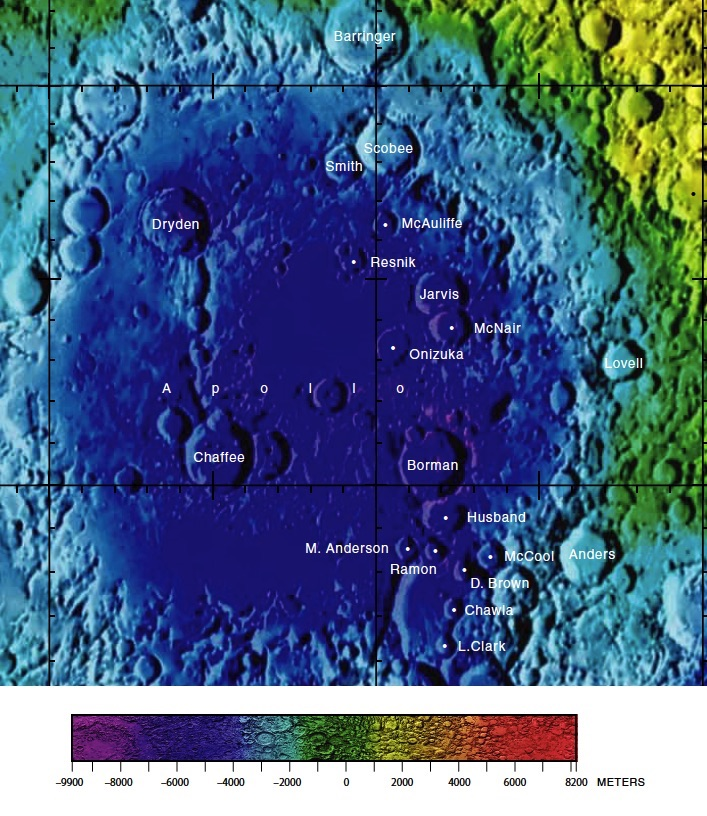
巴林杰环形山周边，月球背面区域详图。

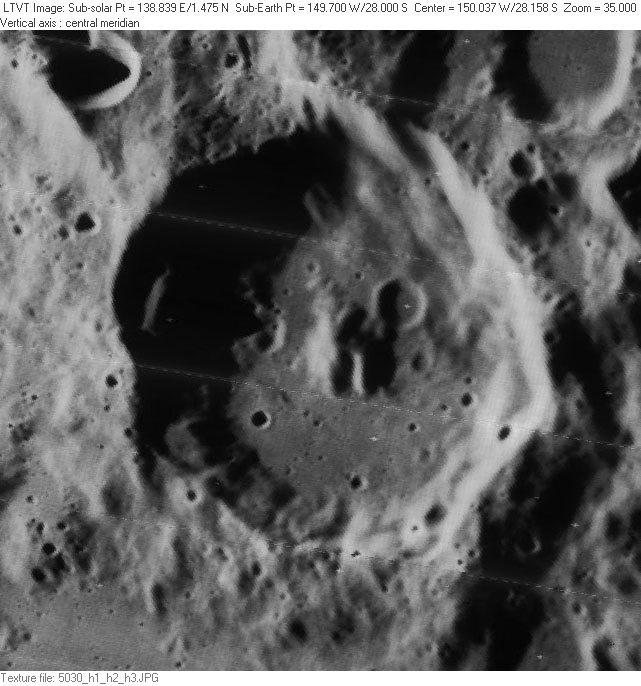
月球轨道器5号拍摄巴林杰环形山

该陨坑位西南偏南与巨大的阿波罗环形山相接壤，西北靠近较大的普卢默环形山，在它的南面则是位于阿波罗环形山内的斯科比陨石坑。
该陨坑中心月面坐标为28°13′S 150°26′W / 28.22°S 150.43°W，直径66.89公里，深度约2.74公里。

巴林杰环形山外观轮廓大体呈不规则圆形状，西侧壁略微外突，沿北侧壁分布有一道小裂谷。其喷出物形成的外侧壁有一部分溢至阿波罗环形山坑底，但其余部分均坐落在崎岖不平的地表上。它的坑壁较周边地形高出1260米，内部容积约3929立方千米。该陨坑西侧壁与坑底落差约3700-5100米。坑内北部地区相对平坦，而南部更为粗糙，坑底中心附近坐落了一座高约1950米的中央峰，在它的东侧和西南各分布有一座小撞击坑。

## 卫星陨石坑
按惯例，最靠近巴林杰环形山的卫星坑将在月图上以字母标注在它的中心点旁边。
| 巴林杰 | 纬度    | 经度     | 直径    |
| ------ | ------- | -------- | ------- |
| C      | 26.5° S | 148.8° W | 19 公里 |
| Z      | 25.0° S | 150.3° W | 24 公里 |

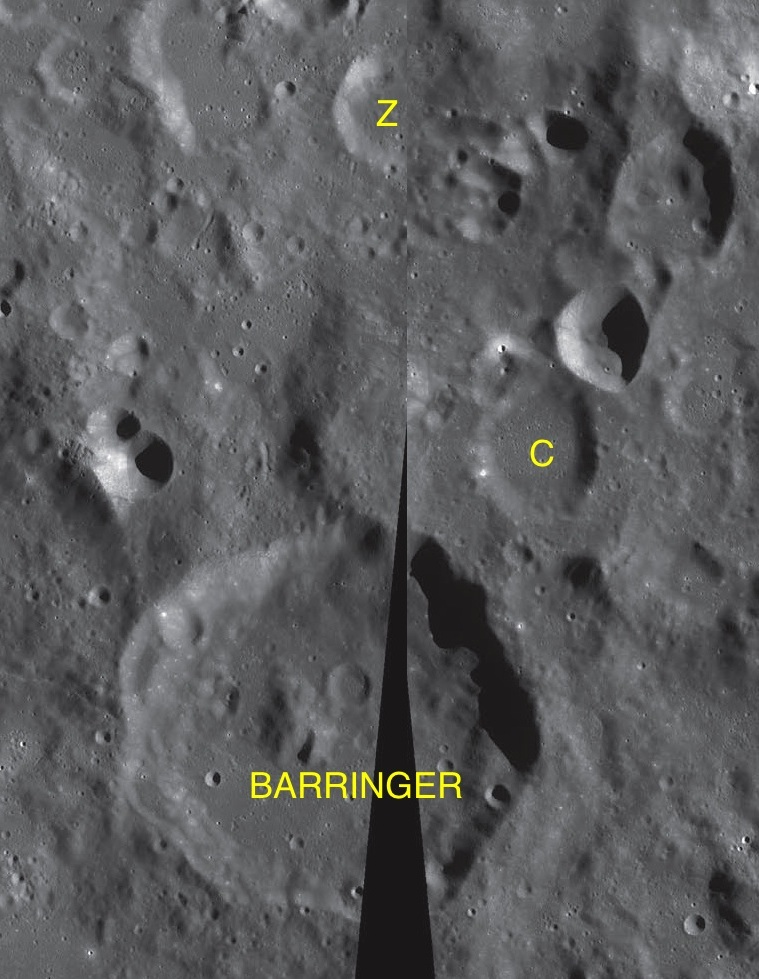
LAC-105与LAC-106拼接图

- 卫星坑《巴林杰 L》在1988年被国际天文学联合会更名为斯科比陨石坑；
- 卫星坑《巴林杰 M》在1988年被国际天文学联合会更名为史密斯陨石坑；

## 参引资料
1. 1 2 3 4  Lunar Impact Crater Database
2. ↑   (PDF).   [2017-04-30]. （原始内容存档 (PDF)于2018-05-30）.
3. ↑   (PDF).   [2017-04-30]. （原始内容存档 (PDF)于2012-05-05）.
4. ↑  .   [2017-04-30]. （原始内容存档于2018-03-25）.
5. 1 2  .   [2017-04-30]. （原始内容存档于2018-05-07）.

## 另请参阅
- Andersson, L. E.; Whitaker, E. A. . NASA RP-1097. 1982.
- Blue, Jennifer. . USGS. July 25, 2007  [2007-08-05]. （原始内容存档于2018-12-25）.
- Bussey, B.; Spudis, P. . New York: Cambridge University Press. 2004. ISBN 978-0-521-81528-4.
- Cocks, Elijah E.; Cocks, Josiah C. . Tudor Publishers. 1995. ISBN 978-0-936389-27-1.
- McDowell, Jonathan. . Jonathan's Space Report. July 15, 2007  [2007-10-24]. （原始内容存档于2018-12-25）.
- Menzel, D. H.; Minnaert, M.; Levin, B.; Dollfus, A.; Bell, B. . Space Science Reviews. 1971, 12 (2): 136–186. Bibcode:1971SSRv...12..136M. doi:10.1007/BF00171763.
- Moore, Patrick. . Sterling Publishing Co. 2001. ISBN 978-0-304-35469-6.
- Price, Fred W. . Cambridge University Press. 1988. ISBN 978-0-521-33500-3.
- Rükl, Antonín. . Kalmbach Books. 1990. ISBN 978-0-913135-17-4.
- Webb, Rev. T. W.  6th revised. Dover. 1962. ISBN 978-0-486-20917-3.
- Whitaker, Ewen A. . Cambridge University Press. 1999. ISBN 978-0-521-62248-6.
- Wlasuk, Peter T. . Springer. 2000. ISBN 978-1-85233-193-1.